# Лево-зелёное движение
Лево-зелёное движение («Левые — Зелёное движение», исл. Vinstrihreyfingin — grænt framboð, также известная под названием Vinstri græn, VG) — левая политическая партия в Исландии. Председатель — Свандис Сваварсдоуттир.

## Идеология
Идеология Лево-зелёного движения, изложенная, в частности, в книге первого председателя партии Стейнгримюра Йоуханна Сигвуссона «Все мы — исландское государство всеобщего благосостояния на перепутье» (Við öll — Íslenskt velferðarsamfélag á tímamótum), основывается на ценностях демократического социализма, прямой и народной демократии, зелёной политики, феминизма, энвайронментализма, экосоциализма и пацифизма. Партия последовательно выступает на позициях евроскептицизма против вхождения страны в ЕС и участии в НАТО, осуждает развязанные США войны в Афганистане и Ираке, требует равенства, равноправия и справедливости для палестинского народа. Она также поддерживает полноценную интеграцию всех иммигрантов в исландское общество.

## История

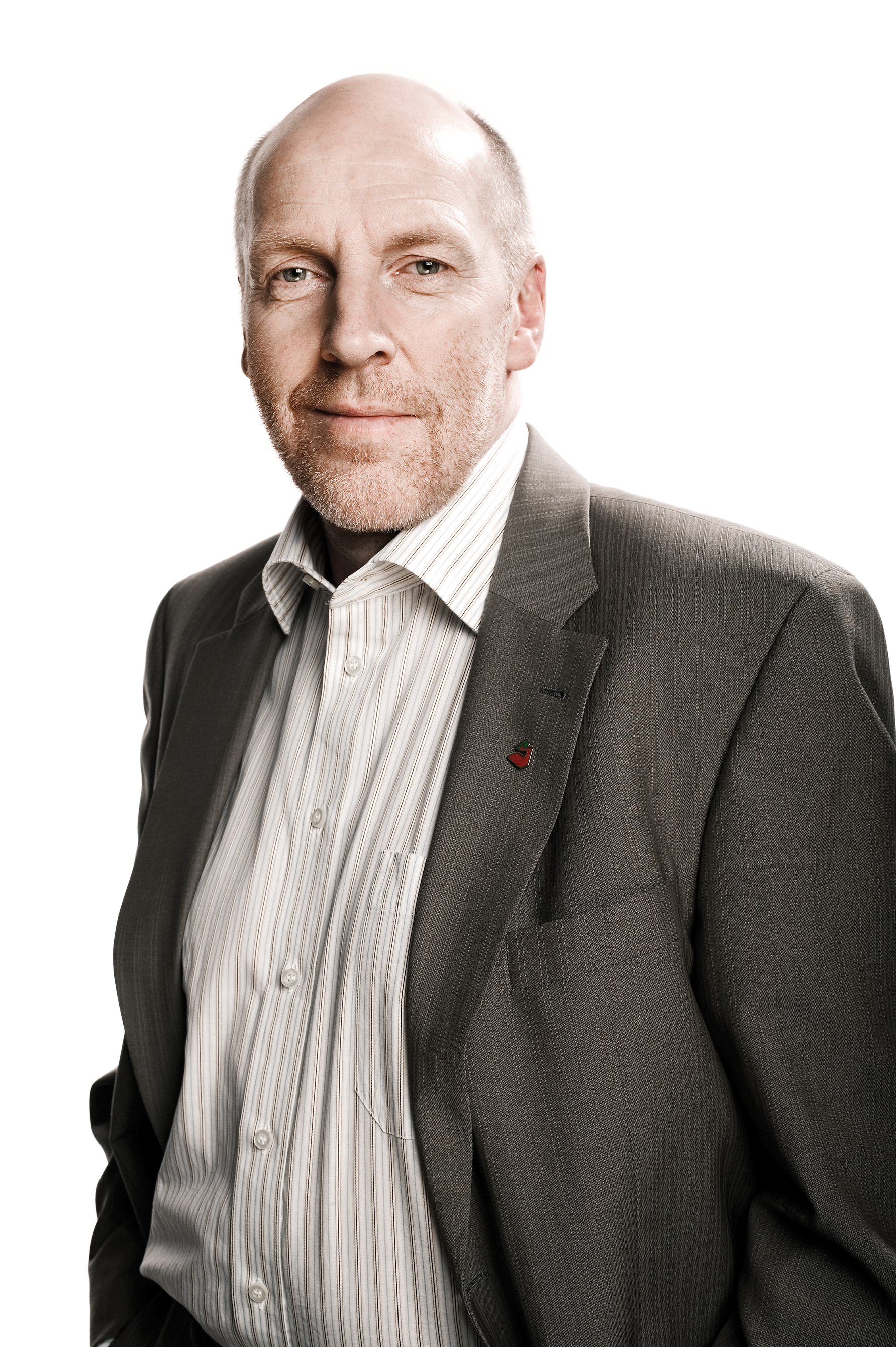
Стейнгримюр Йоуханн Сигвуссон, председатель партии в 1999—2013 годах

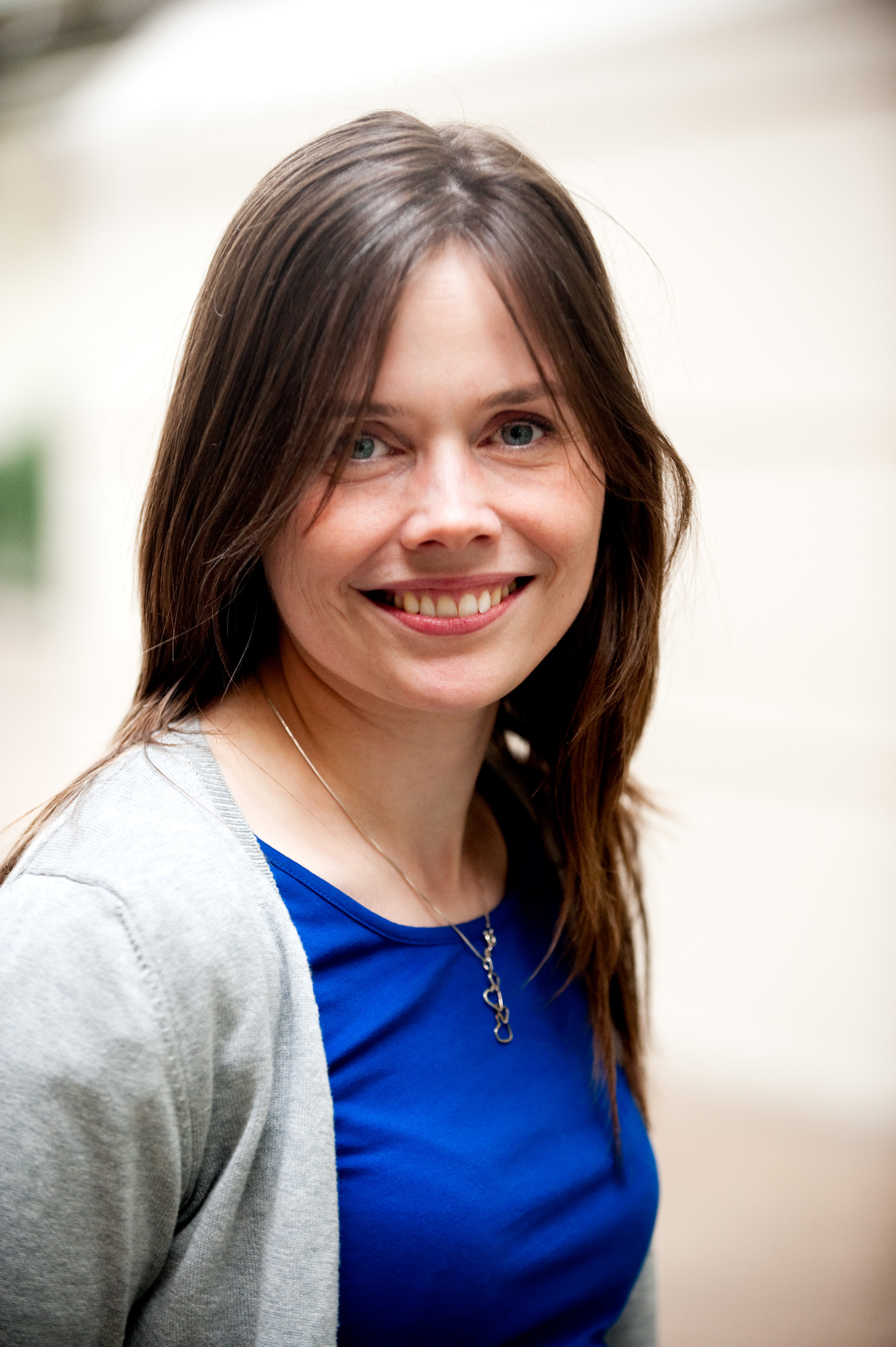
Катрин Якобсдоуттир, председатель партии в 2013—2024 годах

### Предыстория
В 1930 году левое крыло Социал-демократической партии Исландии (СДПИ) вышло из партии и оформилось в Коммунистическую партию Исландии (Kommúnistaflokkur Íslands, КПИ). В октябре 1938 года из СДПИ вышла ещё одна левая группа, в том же году объединившаяся с КПИ в Единую социалистическую партию Исландии (Sameiningarflokkur alþýðu — Sósíalistaflokkurinn, ЕСПИ). В 1956 году ЕСПИ вступила с очередной группой левых социал-демократов («Эгалитарным обществом») в электоральный блок — Народный союз (Alþýðubandalagið), в 1968 году преобразованный в новую левосоциалистическую партию. В 1999 году Народный союз объединился с ещё тремя партиями «левее центра» — СДПИ, «Национальным пробуждением» (Þjóðvaki) (очередной левый откол от СДПИ) и «Женским списком» (Samtök um kvennalista) — в Социал-демократический альянс (СДА).

### Основание
«Лево-зелёное движение» было образовано в том же 1999 году после отказа ряда депутатов Альтинга войти в состав СДА. В Лево-зелёное движение, помимо четырёх депутатов из Народного альянса и «Женского списка», вошли как недовольные неолиберальным поворотом левые социал-демократы и экс-коммунисты, так и активисты леворадикальных движений (троцкисты, маоисты), феминистки и экологи, группировавшиеся вокруг форума новых левых «Стефна».

### Избирательные кампании
На парламентских выборах 1999 года Лево-зелёное движение получило 9,1 % голосов избирателей и шесть (из 63) мест в Альтинге. Сходные показатели партия показала на парламентских выборах 2003 года — 8,8 % голосов, 5 депутатских мест. Парламентские выборы 2007 года принесли 14,3 % голосов и увеличили представительство движения в Альтинге до 9 мест.
В январе 2009 года, на фоне исландского финансового коллапса, Лево-зелёное движение поддержало народные выступления в Рейкьявике («кастрюльную революцию»), приведшие к падению правоцентристского коалиционного правительства консервативной Партии независимости и Социал-демократического альянса. В результате, партия в качестве младшего партнёра вошла в первое правительство социал-демократки Йоханны Сигурдардоттир.
На парламентских выборах 2009 года Лево-зелёное движение добилось значительного успеха, заняв третье место и при этом практически потеснив Партию независимости, ранее безраздельно побеждавшую на выборах в Альтинг с 1933 года. Полученный партией результат в 21,7 % голосов на выборах, явка на которых превышала 85 %, является лучшим для исландского левосоциалистического партийного объединения с 1978 года, когда Народный альянс набрал 22,9 %. В Альтинг прошли 14 депутатов от Лево-зелёного движения, к которым позже присоединился представитель «Гражданского движения», ставший независимым. Впоследствии три депутата покинули фракцию лево-зелёных: двое стали внефракционными, один присоединился к центристской Прогрессивной партии.
По результатам выборов Лево-зелёное движение вошло во второй кабинет Йоханны Сигурдадоттир, несмотря на существующие разногласия с социал-демократами по вопросам займа МВФ и евроинтеграции. В правительстве Лево-зелёное движение получило равное с Социал-демократическим альянсом количество портфелей (5), возглавив министерства финансов; сельского и рыбного хозяйства; окружающей среды; внутренних дел; образования, науки и культуры.
Численность партии превышает 5000 человек (почти 2 % населения острова). Общее количество проголосовавших за Лево-зелёное движение на выборах 2009 года достигло 40 580 человек.

## Результаты выборов
| Выборы | Количество голосов | Количество мест | Позиция |
| ------ | ------------------ | --------------- | ------- |
| 1999   | 15 115 (9,1 %) ▲   | 6 из 63         | 4-е ▲   |
| 2003   | 16 129 (8,8 %) ▼   | 5 из 63         | 4-е ▬   |
| 2007   | 26 136 (14,3 %) ▲  | 9 из 63         | 3-е ▲   |
| 2009   | 40 581 (21,6 %) ▲  | 14 из 63        | 3-е ▬   |
| 2013   | 20 546 (10,8 %) ▼  | 7 из 63         | 4-е ▼   |
| 2016   | 30 166 (15,9 %) ▲  | 10 из 63        | 2-е ▲   |
| 2017   | 33 155 (16,9 %) ▲  | 11 из 63        | 2-е ▬   |
| 2021   | (12,6 %) ▼         | 8 из 63         | 3-е ▼   |